# Ewan Bernstein
Ewan Bernstein (he. אבן ברנשטיין; ur. 16 kwietnia 1960) – izraelski zapaśnik walczący w stylu klasycznym. Olimpijczyk z Seulu 1988, gdzie odpadł w eliminacjach w kategorii 90 kg.

## Turniej wSeulu 1988
| Konkurencja             | Walki                 | Walki                       | Walki          | Walki                    | Klas. końcowa         |
| Konkurencja             | Przeciwnik I          | Przeciwnik II               | Przeciwnik III | Przeciwnik IV            |                       |
| ----------------------- | --------------------- | --------------------------- | -------------- | ------------------------ | --------------------- |
| styl klasyczny do 90 kg | Kamal Ibrahim (EGY) W | Jean-François Court (FRA) L | walkower W     | Franz Pitschmann (AUT) L | odpadł w eliminacjach |